# Spicilegium florae rumelicae et bithynicae
Spicilegium florae rumelicae et bithynicae (abreviado Spic. Fl. Rumel.) es un libro ilustrado con descripciones botánicas que fue escrito por el botánico, geobotánico, pteridólogo y fitogeógrafo alemán August Heinrich Rudolf Grisebach y que fue editado en 2 volúmenes con 6 partes en los años 1843-1846, con el nombre de Spicilegium Florae Rumelicae et Bithynicae Exhibens Synopsin Plantarum quas in aest. 1839 legit Auctor A. Grisebach.